# جوناثان باركر (قاضي)
جوناثان باركر (بالإنجليزية: Jonathan Parker)‏ هو قاضي بريطاني، ولد في 8 ديسمبر 1937.